# Baculentulus duongkeoi
Baculentulus duongkeoi är en urinsektsart som först beskrevs av Imadaté 1965.  Baculentulus duongkeoi ingår i släktet Baculentulus och familjen lönntrevfotingar. Inga underarter finns listade.